# 安維爾 (肯塔基州)
安維爾（英語：Annville）是位於美國肯塔基州傑克遜縣的一個人口普查指定地區。

## 人口
根據2020年美國人口普查的數據，安維爾的面積為20.85平方千米，當中陸地面積為20.73平方千米，而水域面積為0.12平方千米。當地共有人口1102人，而人口密度為每平方千米52.85人。